# Rubinwangen-Nektarvogel

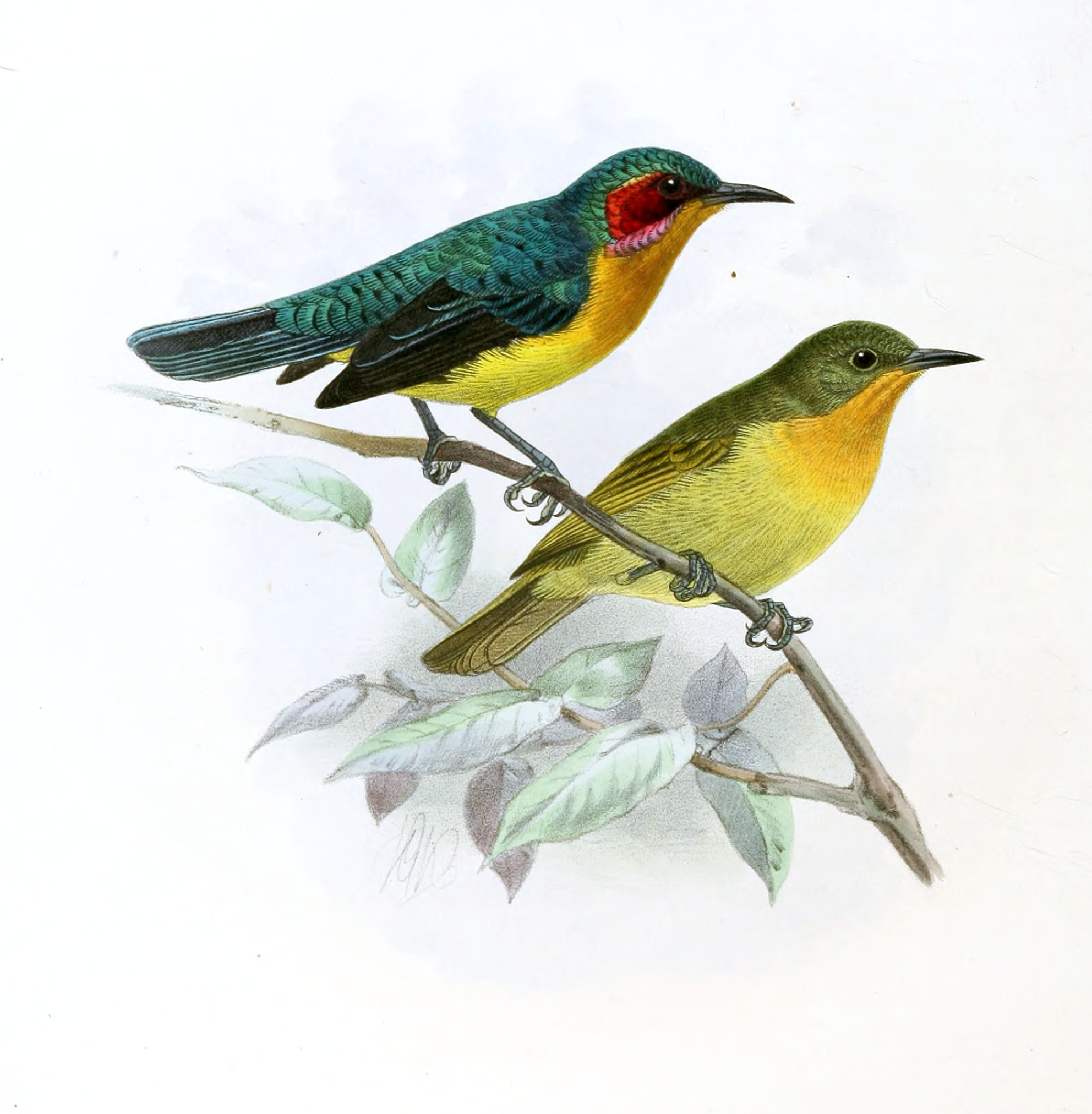
Abbildung aus dem Monograph of the Nectariniide

Der Rubinwangen-Nektarvogel (Chalcoparia singalensis, Syn.: Anthreptes singalensis) zählt innerhalb der Familie der Nektarvögel (Nectariniidae) zur Gattung der Chalcoparia (Chalcoparia).
Der Vogel kommt in Südostasien vor, in Bangladesch, Bhutan, Brunei, China, Indien, Indonesien, Kambodscha, Laos, Malaysia, Myanmar, Nepal, Thailand und Vietnam.
Das Verbreitungsgebiet umfasst tropischen oder subtropischen feuchten Tiefwald, Mangrovenwald, Bergwald und andere baumbestandene Lebensräume, bevorzugt Laubwald.

## Merkmale
Die Art ist 10–11 cm groß, wiegt zwischen 8 und 9 g. Das Männchen hat eine rubinrote bis orange Kehle, orange Brust und gelbe Unterseite, die Oberseite einschließlich Scheitel ist glänzend metallic-grün, die namensgebenden Wangen sind rubinrot. Die Flügeldecken sind dunkel bis schwärzlich, der Schwanz grau. Jungvogel weisen ein gleichförmiges Gelb der Unterseite auf.

## Geografische Variation
Es werden folgende Unterarten anerkannt:
- C. s. assamensis Kloss, 1930 – Nepal (von Chitwan) bis Nordostindien, Bangladesh, Nordmyanmar, Nordthailand und Südchina
- C. s. internota (Deignan, 1955) – Süden Myanmars und Thailands (bis zum Isthmus von Kra)
- C. s. interposita Robinson & Kloss, 1921 – Halbinsel Thailand südlich des Isthmus von Kra
- C. s. koratensis Kloss, 1918 – Osten Thailands und Indochina
- C. s. singalensis (Gmelin, 1789), Nominatform – Halbinsel Malaysia
- C. s. sumatrana Kloss, 1921 – Sumatra, Lingga-Inseln und Belitung
- C. s. panopsia Oberholser, 1912 – Inseln westlich der Küste Sumatras (Banyak-Inseln, Nias und Batu-Inseln)
- C. s. pallida Chasen, 1935 – nördliche Natuna-Inseln
- C. s. borneana Kloss, 1921 – Borneo (einschließlich Pulau Banggi)
- C. s. bantenensis (Hoogerwerf, 1967) – Westen Javas
- C. s. phoenicotis (Temminck, 1822) – Mitte und Osten Javas

## Stimme
Der Ruf des Männchens wird als schrilles, ansteigendes Trillern mit folgender absteigender Tonreihe beschrieben.

## Lebensweise
Die Nahrung besteht hauptsächlich aus Insekten einschließlich Raupen, wohl auch Spinnen sowie Früchte, Pollen und Nektar.

## Gefährdungssituation
Der Bestand gilt als nicht gefährdet (Least Concern).